# 島田事件
島田事件（しまだじけん）とは、1954年（昭和29年）3月10日に静岡県島田市で発生した幼女誘拐殺人、死体遺棄事件である。被告人が死刑の確定判決を受けたが、1989年に再審で無罪になった冤罪事件。
四大死刑冤罪事件の一つ（免田事件、財田川事件、松山事件、島田事件）。日本弁護士連合会が支援していた。

## 概要
1954年3月10日、静岡県島田市の快林寺の境内にある幼稚園で卒業記念行事中に6歳の女児が行方不明になり、3月13日に女児は幼稚園から見て大井川の蓬萊橋を渡った対岸である大井川南側の山林で遺体で発見された。
静岡県警の司法鑑定医師（後の静岡県警科学捜査研究所長）の鈴木完夫 は司法解剖の結果、犯人が被害者の女児の首を絞めて被害者が仮死状態になった後、被害者に対する強姦の有無は不明だが性器に傷害を負わせ、その後に被害者の胸部を凶器不明のもので打撃して殺害したと鑑定した。
被害者の女児を誘拐した犯人の目撃情報はいずれも、スーツを着てネクタイを締めて髪を七三分けにした、務め人に見える若い男だった。警察は幼児・児童に対する性犯罪の前歴者、精神病歴者、知的障害者の捜査対象者として捜査したが被疑者を発見することも、被疑者を特定できる情報も発見できなかった。
1954年5月24日、当時の岐阜県稲葉郡鵜沼町（現各務原市）で静岡県警が重要参考人としていた赤堀 政夫（あかほり まさお、当時25歳）が職務質問され、法的に正当な理由無く身柄を拘束され、島田警察署に護送された。
警察は赤堀を窃盗の被疑事実で別件逮捕し、警察の尋問室の密室の中で拷問を行い、被害者の女児を性犯罪目的で誘拐し殺害したとの供述を強要した結果、赤堀に被害者の女児を誘拐し強姦して性器に傷害を負わせ、胸部を握り拳サイズの石で打撃した後、首を絞めて殺害したとの虚偽の供述をさせて供述調書を作成し、その旨を報道機関に公表した。

## 元被告人の状況
赤堀は軽度の知能障害と精神病歴があった。また二度の自殺未遂歴と二度の窃盗の前歴があり、一回目の窃盗の時は少年院に入院し、二回目の窃盗の時は刑務所で服役し1953年7月に出所した。就職しても職場に溶け込めず、短期で離職する傾向があった。

## 裁判
赤堀の弁護人には、片や自民党県支部の重鎮である鈴木信雄、片や松川事件元弁護人であった若手の大蔵敏彦という対照的な2人が付いた。1954年7月2日に初公判が開かれたが、裁判では赤堀は捜査段階で「警察官に拷問され、虚偽の供述をさせられたが、自分はこの事件に関していかなる関与もしていない、無実である」と主張した。裁判は下記のとおりの経過・結果になった。
地裁公判中に裁判官は東京大学教授の古畑種基に被害者の殺害方法について再鑑定を依頼し、古畑は被害者が強姦され胸部を打撃され首を絞められて殺害されたと、赤堀の供述調書に適合する鑑定結果を報告した。弁護人は東京都立松沢病院医師の鈴木喬と林暲に赤堀の精神鑑定を依頼し、鈴木と林の両医師は、赤堀には軽度の知能障害があるが、心神喪失でも心神耗弱でもなく刑事責任能力はあるとの鑑定結果を報告した。
裁判所は軽度の知能障害があり、精神病の前歴と放浪傾向がある赤堀が、捜査段階で犯行を供述していることに対して、公判で無実や犯行当時のアリバイを供述することは信用性が無いと判断した。
- 1958年（昭和33年）5月23日、静岡地方裁判所は赤堀に死刑判決を言い渡した[4]。
- 1960年（昭和35年）2月17日、東京高等裁判所は第一審・死刑判決を支持して被告人・赤堀の控訴を棄却する判決を言い渡した[4]。
- 1960年12月5日に最高裁判所は被告人・赤堀の上告を棄却する判決を言い渡し、12月26日付で赤堀の死刑判決が確定した[4]。

死刑囚となった赤堀は1961年（昭和36年）8月17日に第一次再審請求を行ったが、1962年（昭和37年）2月28日付で棄却された。1964年（昭和39年）6月6日に第二次再審請求したが、1966年（昭和41年）2月8日付で棄却された。これを受け同年4月14日に第三次再審請求を行ったが、1969年（昭和44年）5月9日付で棄却された。
1969年（昭和44年）5月9日に行った第四次再審請求も1977年（昭和52年）3月11日付で静岡地裁が棄却を決定したが、赤堀および弁護人は3月14日付で即時抗告を申し立て、これを審理した東京高裁は1983年（昭和58年）5月23日付で静岡地裁の原決定を取り消し、審理を地裁に差し戻すことを決定した。その後、静岡地裁は1986年（昭和61年）5月30日付で検察（静岡地検）側・弁護人側から提出された双方の鑑定結果を吟味した上で「死刑囚・赤堀の自白は被害者の遺体胸部の傷の状況から信用性・真実性に疑問がある」などの理由から再審開始・死刑の執行停止を決定した。検察側（静岡地方検察庁）は同決定を不服として東京高裁に即時抗告したが、東京高裁は1987年（昭和62年）3月25日付で即時抗告棄却（原決定支持）を決定。検察側（東京高等検察庁）が最高裁に特別抗告しなかったために再審開始が確定した。
静岡地裁で1987年10月19日に再審初公判が開かれ、計12回の再審公判でも検察側・弁護人側の双方がそれぞれ法医学者を証人尋問したほか、21点の証拠が提出され、改めて「自白の信用性・被害者の傷」などについて証拠調べが行われた。1988年（昭和63年）8月8日に静岡地裁刑事第1部（尾崎俊信裁判長）で再審論告求刑公判が開かれ、静岡地検が再び赤堀に死刑を求刑した一方、翌9日には弁護人が最終弁論で無罪を主張し、被告人・赤堀も最終意見陳述で改めて無実を訴え結審した。
そして1989年（平成元年）1月31日10時21分から再審判決公判が開かれ、静岡地裁刑事第1部（裁判長：尾崎俊信 / 陪席裁判官：高梨雅夫・桜林正己）は被告人・赤堀に無罪判決を言い渡した。赤堀はこの時点まで静岡刑務所拘置監に在監していたが、同日12時過ぎになって逮捕以来34年8か月ぶりに釈放された。控訴期限は同年2月14日までで、静岡地検は控訴を検討したが、同月10日に「控訴しても無罪判決を覆すだけの新たな証拠がない」として控訴を断念することを決定した。このため、同月15日0時をもって赤堀の無罪が確定した。赤堀の弁護団は同日、刑事補償法に基づいて1億1,907万9,200円の刑事補償（1954年5月28日に別件逮捕されてから1989年1月31日まで12,668日×刑事補償法第4条で規定された補償金の1日最高額である9,400円）を静岡地裁に申し立て、静岡地裁刑事第1部（尾崎俊信裁判長）は同月28日付で申し立て全額を交付することを決定したが、これは死刑囚が再審無罪となった事件における刑事補償額としては史上最高額である。また赤堀は確定審から再審公判を通じて要した裁判費用（弁護人の報酬や旅費など諸費用）補償請求を同地裁に申し立て、同地裁は1990年（平成2年）1月25日付で国による約1,073万円の支給を決定した。この地裁決定では補償する弁護人の人数を6人としていたが、赤堀はその6人とは別に再審公判のすべてに出廷し、検証に立ち会った弁護人が5人から6人いることが「記録で明白」であり、「補償対象を6人とすることに合理的根拠がない」と主張し、同月27日にはめて相当額の補償を求めて東京高裁に即時抗告した。
再審では弁護人は被害者の殺害方法について東京医科歯科大学教授の太田伸一郎と京都大学教授の上田政雄の両人に再鑑定を依頼し、両教授は古畑教授の鑑定結果に問題があり、捜査段階の鈴木完夫医師の鑑定結果を支持する鑑定結果を報告した。
無実の人が誤認で逮捕・起訴され、死刑判決が確定後に再審で無罪判決を受けた事例は免田事件（免田栄）、財田川事件（谷口繁義）、松山事件（斎藤幸夫）に続いて4件目であった。なお谷口は2005年（平成17年）に、斎藤は2006年（平成18年）に、免田は2020年（令和2年）にそれぞれ死去したため、赤堀は4事件の元死刑囚としては最後の存命者であったが、2024年2月に94歳で死去した。

## その他
この事件では、赤堀の犯罪の証拠とされたものは上記の事件の犯行を認めた供述調書であり、事件への関与を証明する物証に乏しかった。
赤堀に供述を強要して虚偽の供述をさせた調書の殺害方法は、鈴木完夫医師が被害者を司法解剖して鑑定した結果と異なっている。複数人の目撃証言が一致する、被害女児を誘拐した犯人と推測される男の人相・体格と、赤堀の人相・体格は著しく異なっているが警察は無視した。
赤堀は結果として再審による無罪判決は得たが、34年8ヶ月間の身柄拘束され29年8ヶ月は死刑囚として暮らす生活を送った。
無実の人を犯人視して以降はそれ以外の捜査を行わなかったので、殺害事件の真犯人を探し出すことはできなかった。

## 無罪確定後の元被告人
赤堀は1989年1月31日に釈放され、名古屋市に居を定めたが、釈放当初は健康状態が悪化しており、実社会への適応も困難であったため、1974年9月に結成された「全国「精神病」者集団」による赤堀の支援活動に加わっていた大野萌子（「全国「精神病」者集団」創設者の1人）が介護者として日常生活を手助けすることになり、以後共同して生活を営んだ。赤堀はしばらく病院への入退院を繰り返すなどしたものの、徐々に平穏な暮らしが営めるようになった。
大野や他の支援者とともに死刑廃止運動や代用監獄廃止運動の集会等に参加するなど、積極的な活動を行った。自ら見解を述べたり、シンポジウムにて発言したりするなどしており、袴田事件や名張毒ぶどう酒事件などの再審や、それらの事件の確定死刑囚に対する支援を訴えた。2009年5月16日、静岡県浜名郡新居町（現・湖西市）で裁判の支援者らが開いた赤堀の傘寿（5月18日生まれ）を祝う会合に出席。会合に先立って行われた記者会見では、同月21日より実施される裁判員制度について「法律を知らない一般の人に正しい判断ができるか分からず、冤罪防止の観点から反対である」との意見を表明した。
裁判員制度への疑念を抱いていた赤堀であったが、2012年、自身がその裁判員の候補者に指名されるという事態に遭遇することとなった。同年10月上旬、覚醒剤取締法違反事件の裁判員裁判について、赤堀を裁判員に選任する手続きを行うための呼び出し状と質問票が名古屋地方裁判所から届いたが、裁判員法では70歳以上の高齢者は裁判員選任を辞退できる旨定められていることから、赤堀は当該規定に基づき辞退した。同年11月15日に支援者とともに記者会見し、この件について明らかにした。この席上で赤堀は取り調べの全面的な録音・録画（可視化）などが実現していないことを指摘。質問票には辞退する旨と「裁判所は信用できない」等と理由を記し、名古屋地方裁判所に返送したという。
その後は名古屋市内の介護施設で暮らしていたが、2024年2月22日午後、死去した。94歳没。赤堀の死去で四大死刑冤罪事件の元被告4名全員が生涯を終えたことになる。再審公判中の袴田事件死刑囚袴田巌の姉ひで子は「お互い励まし合いながら闘ったことを思い出します。ご冥福をお祈り申し上げます」とのコメントを出した。赤堀の存在は袴田姉弟の力になっていたという。